# Umjetna neuronska mreža
Umjetna neuronska mreža (engl.: Artificial Neural Network, skraćeno ANN) je zbir umjetnih neurona (najčešće kao apstraktnih pojmova) koji su međusobno povezani i interaktivni kroz operacije obrade signala. Uređena je po uzoru na ljudski mozak. Mreža može imati niz ili jedan ulaz ulaza i uvijek jedan izlaz, između kojih se nalazi jedan ili više tzv. skrivenih slojeva (tzv. višeslojne mreže). Pojedinačni neuroni su, kao i slojevi, međusobno spojeni vezama kroz koje idu signali. Veze među njima se aktiviraju ako je zadovoljen uvjet postavljen tzv. aktivacijskom funkcijom.
Glavna primjena umjetnih mreža je kod traženja zavisnosti između podataka koji nisu u isključivo linearnoj vezi, a opet mogu se ujediniti u jedan složeni ulazni skup. Ujedinjavanje takvih podataka zadatak je stručnjaka u području u kojemu se neuronske mreže primjenjuju, dok je njihova analiza kasnije u domeni vrste neuronske mreže koja je odabrana. Danas postoji nekoliko glavnih vrsta mreža, no temeljno je obilježje svih mreža, bez obzira na oblik i broj veza unutar njih, da se odlikuju svojstvom „učenja”, tj. uvježbavanja kroz niz ponavljajućih postupaka analize. Od cijeloga skupa podataka veći dio upotrijebljen je za učenje, a manji za ponovno predviđanje poznatih vrijednosti. Tako je moguće izračunati pogrešku predviđanja, koja bi s većim brojem pokušaja trebala biti manja. Takav postupak „učenja” nalik je na ljudsko učenje iz iskustva pa odatle i naziv „neuronske mreže”.
Neuronske mreže se ponekad pokažu uspješnijim od drugih načina obrade podataka, posebno ako se takvi podatci ne mogu obraditi strukturiranim algoritmom ili, kako je ranije napisano, linearnom vezom. Neuronske mreže česti su motiv za različite priče, posebno ZF-a, a "po navici" većina ljudi ih povezuje s čovjekom i ljudskim umom. Takva slika ipak je pretjerano romansirana, jer svaka sličnost ljudskog mozga i neuronskih mreža završava na konceptu neuronskih veza te mogućnosti ponavljanja, odnosno učenja.

## Vrste umjetnih neuronskih mreža
Razlika među mrežama je u arhitekturi, u načinu učenja i signalima (tzv. limiterima). Arhitektura se dijeli na mreže s vezama koje uvijek idu isključivo prema sljedećem sloju, ali nisu zatvorene, pa čak nemaju i jednostruke veze (engl. Feedforward ANN, krat. FFNN), odnosno neuron može biti povezan s više njih u sljedećem sloju. Druga vrsta su povratne (engl. recurrent NN), odnosno mreže gdje su veze zatvorene (engl. directed cycle) na način da se rezultat analize vraća na početak i uvježbavanje ponavlja s ciljem minimiziranja pogreške.
Po načinu učenja mreže se dijele na nadgledane (engl. supervised), zatim tzv. pojačane (engl. reinforcement) gdje se podatci pribavljaju interaktivno iz okoline (a nisu dani kao prethodna mjerenja) te nenadgledane (engl. unsupervised). Podatci mogu biti, poput varijabli, kontinuirani (na primjer od 0 do 1) ili diskretni (na primjer 0 ili 1). Najčešće vrste neuronskih mreža su:
- nadgledane poput višeslojne perceptronske mreže temeljene na povratnom postupku (engl. krat. MLP),
- samoorganizirajuće karte (engl. krat. SOM) i
- Hopfieldova neuronska mreža.

## Uporaba
- Predikcija
- Klasifikacija

## Vanjske poveznice
- Neural Network FAQ (engleski)
- Neuronske mreže (srpski)
- Neuronski alati u geologiji - II izdanje (2013.) (hrvatski)  Arhivirana inačica izvorne stranice od 16. siječnja 2014. (Wayback Machine)